# Paraíso (Castelo de Paiva)
Paraíso is een plaats (freguesia) in de Portugese gemeente Castelo de Paiva en telt 975 inwoners (2001).